# Костадин Коев
Костадин Тодоров Коев е български политик и ветеринарен лекар от ГЕРБ, кмет на Велинград от 2015 г.

## Биография
Костадин Коев е роден на 17 октомври 1964 г. в град Велинград, Народна република България. Завършва висше образование със специалност „Ветеринарна медицина“ във Висшия институт по зоотехника и ветеринарна медицина в Стара Загора (днес част от Тракийския университет). Работил е като ветеринарен лекар, а от 1998 г. се занимава с производство на мебели.

### Политическа дейност
На местните избори през 2015 г. е кандидат за кмет на община Велинград, издигнат от ГЕРБ. На проведения първи тур се нарежда на второ място с 5957 гласа (или 33,79%) и се явява на балотаж с Иван Лебанов от Инициативен комитет с 6023 гласа (или 34,16%). Печели на втори тур с 8588 гласа (или 56,03%).
На местните избори през 2019 г. е избран от първи тур за кмет на община Велинград, издигнат от ГЕРБ. На проведения първи тур той получава 10318 гласа (или 59,05%), втори след него е Сергей Кичиков от ДПС с 3490 гласа (или 19,97%).